# 山本登朗
山本 登朗（やまもと とくろう、1949年3月3日 - ）は、日本の国文学者。元関西大学教授。専門は『伊勢物語』。

## 経歴
大阪府高槻市生まれ。高槻高等学校を経て、1972年京都大学文学部国文科卒業。1978年同大学院文学研究科博士課程単位取得退学。1978年京都光華女子大学講師、1983年同助教授、1991年同教授。2000年京都光華中学校・高等学校長（兼任）。2001年「伊勢物語論 文体・主題・享受」で関西大学文学博士。2002年、京都光華女子大学名誉教授、関西大学文学部教授。2016年、関西大学を定年退職、名誉教授。その後、同大学特別契約教授を2019年まで務めた。
1998年から2022年まで『源氏物語』を読む会を主宰していた。

## 著書
- 『伊勢物語論 文体・主題・享受』笠間書院 2001、新装版 2017
- 『絵で読む伊勢物語』和泉書院 2016
- 『伊勢物語の生成と展開』笠間書院 2017

### 共編著
- 『日本漢詩人選集 菅原道真』小島憲之共著 研文出版 1998
- 『鉄心斎文庫伊勢物語古注釈叢刊』第9‐15巻 片桐洋一共編 八木書店 2001‐02
- 『伊勢物語古注釈大成』全5巻 片桐洋一共責任編集 笠間書院 2004－10
- 『平安文学研究ハンドブック』田中登共編 和泉書院 2004
- 『伊勢物語成立と享受 1　伊勢物語虚構の成立』編 竹林舎 2008
- 『伊勢物語創造と変容』ジョシュア・モストウ共編 和泉書院 2009
- 『伊勢物語成立と享受 2　伊勢物語享受の展開』編 竹林舎 2010
- 『伊勢物語版本集成』編 竹林舎 2011
- 『EUと日本学「あかねさす」国際交流』藪田貫、浜本隆志編著；芝井敬司、関屋俊彦、蜷川順子、マーク・メリ、森貴史共著 関西大学出版部 2012
- 『フリッツ・ルンプと伊勢物語版本 日本を愛したドイツ人』編著 関西大学出版部 関西大学東西学術研究所研究叢刊 2013
- 『清水好子論文集』全3巻 清水婦久子、田中登共編集 武蔵野書院 2014

## 論文
- <山本登朗